# N. Richard Nash
Nathan Richard Nash, eigentlich Nathan Richard Nusbaum, Pseudonym John Roc (* 7. Juni 1916 oder 8. Juni 1916 in Philadelphia; † 1. Dezember 2000 in Manhattan, New York City), war ein amerikanischer Schriftsteller und Drehbuchautor. Bekannt wurde er vor allem für Broadway-Shows, darunter Der Regenmacher, der 1956 von Joseph Anthony verfilmt wurde.

## Leben
Nash wurde als Nathan Richard Nusbaum als jüngstes von sechs Kindern geboren. Sein Vater, ein deutschstämmiger Journalist, starb, als er 16 war. Seine Mutter führte ein Lebensmittelgeschäft. Als Jugendlicher verdiente Nusbaum Geld als Boxer. Später studierte er Anglistik und Philosophie an der University of Pennsylvania und blieb dort auch nach seinem Studium als Dozent für Theaterwissenschaft und Spielleiter einer Studentenbühne. Nebenbei schrieb er Drehbücher und populäre Dramen, außerdem zwei philosophische Schriften. 1935 heiratete er die Schauspielerin Helena Taylor, mit der er einen Sohn hatte. Ende der 1930er Jahre nahm er den Künstlernamen Nash an, als seine Tätigkeit als Drehbuchautor in Hollywood auf Interesse stieß und die Familie nach Los Angeles übersiedelte.
In der Folge schrieb Nash zahllose Drehbücher für Filme, Broadwayshows und das Fernsehen, das in dieser Zeit eine Blütezeit erlebte. Außerdem arbeitete er als Werbetexter. Anfang der 1940er Jahre trennte er sich von seiner Frau und zog nach New York, wo er binnen eines Jahres zweimal erneut heiratete. Seine Tätigkeit als Drehbuchautor hielt er aufrecht. Unter anderem arbeitete er mit Samuel Goldwyn bei Metro Goldwyn Mayer. In den 1950er Jahren war er auch als Dramatiker erfolgreich. Sein bekanntestes Stück, The Rainmaker (Erstaufführung 1954), wurde in über 40 Sprachen übersetzt und als Broadwaymusical 110 in the Shade adaptiert.
Mit Beginn der 1960er Jahre ließ sein Erfolg als Autor zunächst nach. Er sicherte sich ein zweites Standbein mit der Gründung eines Versandgeschäfts, das er aber bald wieder aufgab. Später in seinem Leben veröffentlichte er auch Prosa, darunter die beiden Romane East Wind, Rain und The Last Magic, die es auf die Bestsellerliste der New York Times schafften. In den 1970er Jahren veröffentlichte er ein Drama und einen Roman unter dem Pseudonym John Roc, da er davon überzeugt war, dass die Stücke im Falle einer Veröffentlichung unter seinem echten Namen nicht ernst genommen würden. Nashs Identität mit John Roc wurde durch ihn streng geheim gehalten und erst nach seinem Tod bekannt.
Seine schriftstellerische Tätigkeit hielt er während seines ganzen Lebens aufrecht.

## Rezeption
Nash wurde teilweise mit William Inge verglichen, erlangte jedoch nie das gleiche schriftstellerische Renommee. Von der Kritik wurde er eher als handwerklich solide schreibender Autor wahrgenommen, der ein breiteres Publikum bediente. Seine Arbeit als Drehbuchautor wurde mit einigen Preisen ausgezeichnet.

## Bibliografie (Auswahl)

### Dramen
- The Second Best Bed (1946)
- See the Jaguar (1952)
- The Rainmaker (1954)
- Fire! (als John Roc)

### Romane
- Cry Macho (1975)
- East Wind, Rain (1977), dt. Ostwind und Regen
- The Last Magic
- Winter Blood (als John Roc)
- The Wildwood (2000)

## Filmografie (Auswahl)
Drehbuch
- 1946: Nora Prentiss
- 1947: Mit Gesang geht alles besser (Welcome Stranger)
- 1948: Sainted Sisters
- 1950: Die Jahre der Lüge (The Vicious Years)
- 1952: Mara Maru (Mara Maru)
- 1954: The Joker (Fernsehfilm)
- 1955: Fluggeschwader LB 17 greift ein (Top of the World)
- 1959: Porgy und Bess (Porgy and Bess)
- 1976: Geheimnis der Libelle (One Summer Love)
- 1984: Die Parade (The Parade)
- 1985: Between the Darkness and the Dawn (Fernsehfilm)

Literarische Vorlage
- 1956: Der Regenmacher – auch Drehbuch
- 2021: Cry Macho – auch Drehbuch